# Ĕ
Ĕ (literă mică : ĕ), sau E scurt, este o literă latină, care a fost folosită în scrierea limbii române. Ea este compusă din litera E cu semnul diacritic breve.

## Utilizare
Litera „ĕ” a fost o vocală mijlocie centrală /ə/ a limbii române, având același sunet cu cel al literei „ă”. Înainte de reforma ortografică din 1904 a limbii române, ea era folosită din motive etimologice în unele cuvinte românești acolo unde cuvântul latinesc de origine conținea un „e”, de exemplu în cuvântul „împĕrat” (din latinescul „imperator”), scris astăzi „împărat”. Această diferențiere a fost considerată inutilă, iar astăzi este folosită litera „ă” în locul literei „ĕ”.